# Necotat
Necotat (Ne-co-tat), selo Clatsop Indijanaca, plemena porodice Chinookan, koje se nalazilo na mjestu današnjeg grada Seaside na sjeveru oregonskog primorja u okrugu Clatsop. Prvi bijelci koji su došli na mjesto ovog sela bila su članovi ekspedicije Lewisa i Clarka, negdje na Novu godinu 1806.  Za nešto manje od 50 godina (1852) prvi zemljovlasnik postaje udovica Helen Lattie s dvoje djece a Benjamin Holladay 1871. gradi talijansku vilu. Njegovom izgradnjom Seaside House mjesto će postat poznato ljetovalište i kao grad osnovan 1899.